# Айос-Ніколаос
35°11′25″ пн. ш. 25°42′56″ сх. д. / 35.1904° пн. ш. 25.7156° сх. д.
Айос-Ніколаос (Агіос-Ніколаос; грец. Άγιος Νικόλαος, досл. «Святий Миколай») — прибережне місто на острові Крит, Греція, столиця ному Ласітіон.
Знаходиться на північному узбережжі затоки Мірабелло.

## Історія
Сучасне Айос-Ніколаос засноване на місці, де існувало прадавнє місто Камара (грец. Καμάρα). Перші поселення тут з'явились наприкінці бронзової доби — у століття, коли потужне давнє критське місто Лато разом із сусідніми дрібнішими поселеннями було захоплене дорійцями. У Камарі ж завойовників найбільше приваблювала зручна бухта.
Свою назву місто отримало на честь Святителя Миколая, адже в Греції він вважається першим покровителем та заступником моряків.
Нині ж Айос-Ніколаос досить відомий туристичний центр країни, розташований на схід від Іракліону — столиці Криту. Туристів тут приваблюють озеро Вулісмені у самому центрі міста, яке з'єднується з морем через канал, а також маленький острівець Айо Пантес, археологічний музей і численні ярмарки.

## Персоналії
- Нікос Кундурос (1926) режисер.
- Міміс Андрулакіс (1951) політик.
- Марія Даманакі (1952) політик, учасниця повстання у Політехніоні.